# ميركوري-أطلس 6
كان ميركوري-أطلس 6 (MA-6) هو ثالث رحلة فضائية بشرية للولايات المتحدة وجزء من مشروع ميركوري. وقد أقيمت بواسطة وكالة ناسا في 20 فبراير من عام 1962 بتجريب رائد الفضاء جون غلين الذي قام بثلاثة مدارات من الأرض مما جعله أول رائد فضاء أمريكي يدور حول الأرض.

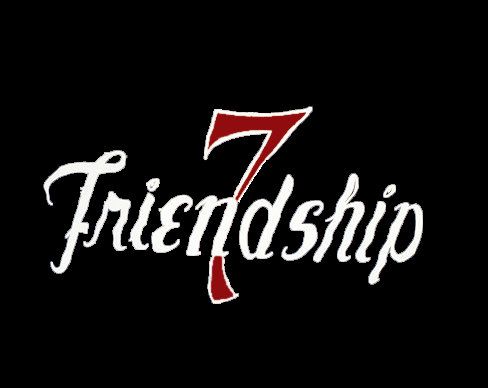
شعار فريندشيب 7

وتم نقل المركبة الفضائية من كراز ميركوري، التي تحمل اسم فريندشيب 7، إلى المدار بواسطة مركبة اطلاق اطلس LV-3B أطلقت من مجمع الإطلاق 14 (LC-14) في قاعدة كيب كانافيرال للقوات الجوية بولاية فلوريدا، في الولايات المتحدة. بعد أربع ساعات و56 دقيقة في الرحلة، أعادت المركبة الفضائية دخول الغلاف الجوي للأرض، وتدفقت في شمال المحيط الأطلسي، وتم نقلها بأمان على متن السفينة يو إس إس نوا (بالإنجليزية: UUS Noa)
وتم تسمية الحدث بمبادرة جمعية مهندسي الكهرباء والإلكترونيات (بالإنجليزية:  Institute of Electrical and Electronics Engineers) واختصارها (IEEE) وذلك في عام 2011

## ملاحظة
1. ↑  وقد وضع الاتحاد السوفييتي بالفعل اثنين من رواد الفضاء في المدار. يوري غاغارين على فوستوك 1 في 12 أبريل عام 1961 وغيرمان تيتوف على فوستوك 2 في 6 أغسطس عام 1961. وكان رواد الفضاء الأمريكيان السابقان في الفضاء آلان شيبارد وغوس غريسوم قد قاموا بمهمات شبه مدارية.